# Nader al-Dahabi
Nader Dahabi (en idioma árabe نادر الذهبي; nacido en Amán, Jordania, el 7 de octubre de 1946) es un militar y político jordano que ocupó el cargo de Primer ministro de Jordania desde el 25 de noviembre de 2007 hasta el 14 de diciembre de 2009.
Dahabi nació en Amán, Jordania, en 1946. En 1964 se graduó de la Universidad Al Hussein de Amán y se unió a la Real Fuerza Aérea Jordana como cadete. Obtuvo su licenciatura de ciencias en ingeniería aeronáutica de la Academia de la Fuerza Aérea Griega en 1969. Igualmente ha obtenido maestrías del Instituto de Tecnología de Cranfield en Inglaterra y de la Universidad de Auburn en Estados Unidos, en los años 1982 y 1987 respectivamente.
Ha ocupado diversos cargos, entre ellos el de Comandante Adjunto de Logística de la Real Fuerza Aérea Jordana entre 1991 y 1994, presidente de la aerolínea Royal Jordanian entre 1994 y el 2001, y Ministro de Transportes entre el 2001 y el 2003. Desde el 2004 era Jefe de la Autoridad de la Zona Económica Especial de Aqaba. El 22 de noviembre del 2007 fue nombrado primer ministro por el Rey Abdalá II después de la renuncia del anterior jefe de gobierno y de las elecciones legislativas del 20 de noviembre.
El 9 de diciembre del 2009 Dahabi renunció al cargo de primer ministro ante el Rey Abdalá II; la renuncia se produjo en momentos en que el Gobierno de Dahabi perdía popularidad debido a la crisis económica y después que el Rey hubiera disuelto el Parlamento para convocar a elecciones adelantadas. Se anunció que el Rey ha nombrado a Samir Rifai para reemplazar a Dahabi como primer ministro.
- Datos: Q362289